# Spinomantis aglavei
Spinomantis aglavei är en groddjursart som först beskrevs av Paul Ayshford Methuen och Hewitt 1913.  Spinomantis aglavei ingår i släktet Spinomantis och familjen Mantellidae. IUCN kategoriserar arten globalt som livskraftig. Inga underarter finns listade i Catalogue of Life.